# Jacques Seydoux

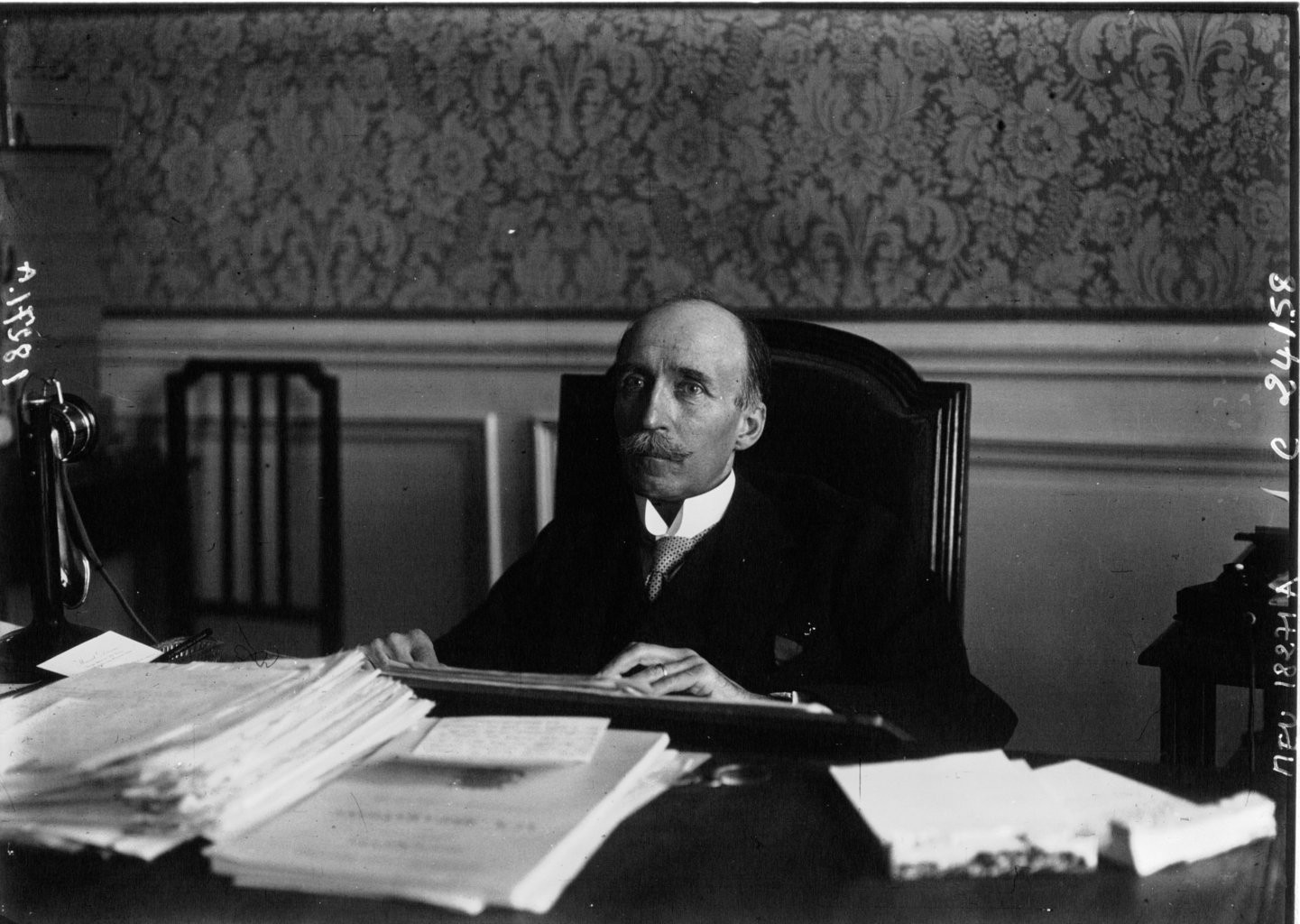
Jacques Seydoux in seinem Büro am Quai d’Orsay

Charles Louis Auguste Jacques Seydoux (* 30. Dezember 1870 in Pau; † 28. Mai 1929 in Paris) war ein französischer Diplomat und Autor.

## Leben
Jacques Seydoux stammte aus einer wohlhabenden protestantischen Familie, die sich, ursprünglich aus der Schweiz kommend, Anfang des 19. Jahrhunderts in Nordfrankreich niedergelassen hatte. Wie bereits sein Vater Auguste waren seine beiden Söhne François und Roger ebenfalls Diplomaten. Sein dritter Sohn, der Geophysiker René, war der Urgroßvater der französischen Schauspielerin Léa Seydoux. Zusammen mit seiner Frau Mathilde, geborene Fornier de Clausonne, hatte er eine weitere Tochter, Georgette.
Nach dem Studium der Rechtswissenschaften an der École libre des sciences politiques trat Seydoux, nachdem er die Aufnahmeprüfung als Jahrgangsbester abgelegt hatte, 1895 in den diplomatischen Dienst ein. Von 1895 bis 1898 war er Attaché an der französischen Botschaft in London, zu einer Zeit, als die beiderseitigen Beziehungen durch koloniale Auseinandersetzungen extrem angespannt waren, und von 1901 bis 1905 Botschaftssekretär in Berlin.

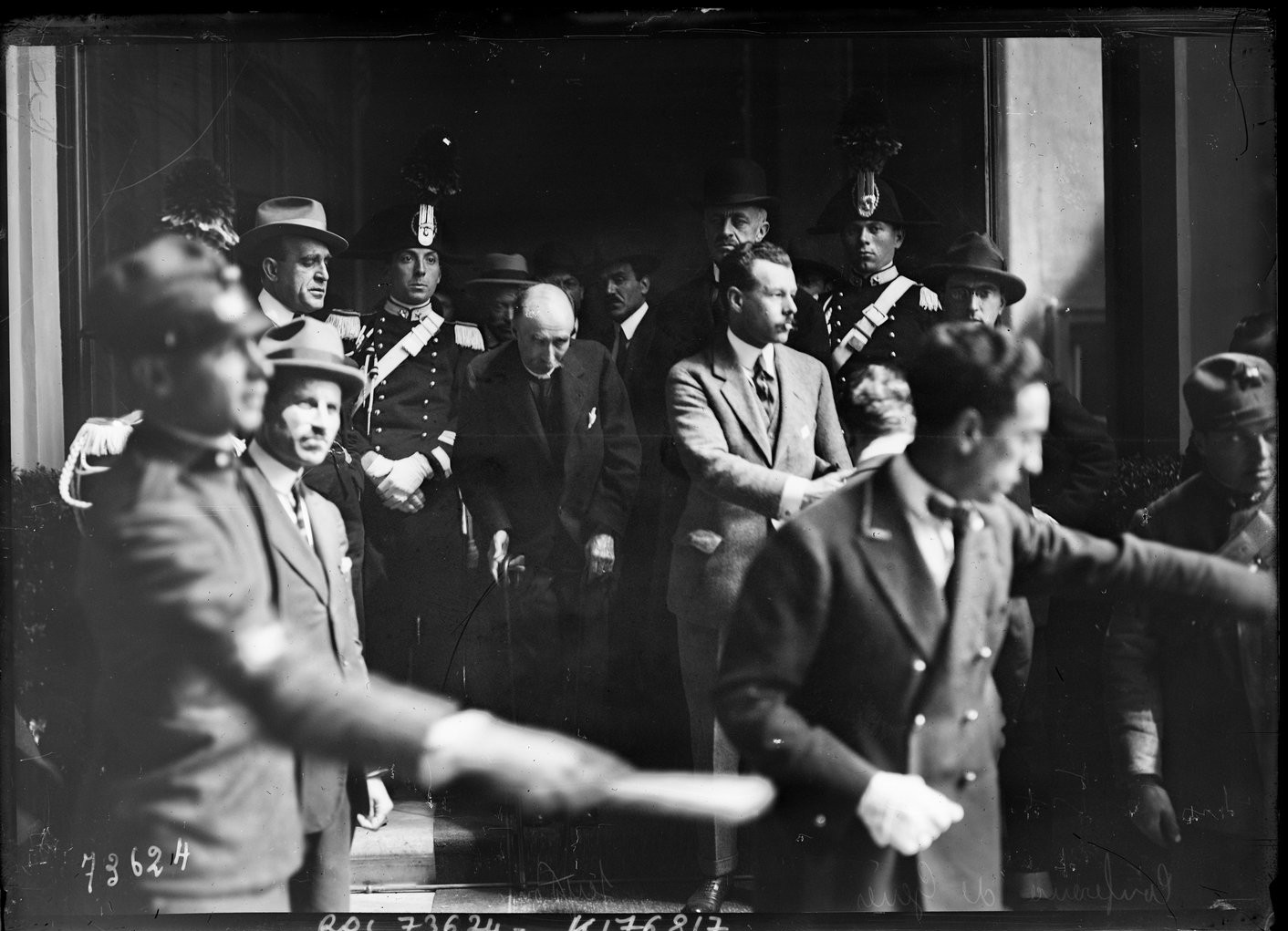
Jacques Seydoux an der Konferenz von Genua (mit Stock)

Seit etwa 1906 litt Seydoux an Rheumatoider Arthritis, die ihn zunehmend körperlich einschränkte und schließlich an den Rollstuhl fesselte. Seine Krankheit machte eine weitere Verwendung im Ausland unmöglich, und von auf kürzeren Dienstreisen abgesehen, war er bis zu seinem vorzeitigen, ebenfalls krankheitsbedingten Ausscheiden aus dem diplomatischen Dienst zum 31. Dezember 1926 am Quai d’Orsay, dem Sitz des französischen Außenministeriums tätig.
Während des Ersten Weltkrieges war Seydoux maßgeblich an der wirtschaftlichen Kriegsführung, der Wirtschaftsblockade gegen Deutschland beteiligt. Aufgrund der wirtschaftspolitischen Erfahrungen, die Seydoux in dieser Position gesammelt hatte, war es wenig überraschend, dass er nach dem Krieg Leiter der zum 1. Mai 1919 neugeschaffenen Wirtschaftsabteilung im Quai d’Orsay, der Sous-direction des relations commerciales, wurde. In Seydoux’ Zuständigkeitsbereich gehörte auch die Frage der deutschen Reparationen an die Siegermächte des Ersten Weltkriegs, eines der zentralen Probleme der internationalen und deutsch-französischen Beziehungen der Zwischenkriegszeit. Soweit es sein Gesundheitszustand erlaubte, nahm er in leitender Funktion an den Reparationskonferenzen in Spa (Juli 1920), Brüssel (Dezember 1920), London (März und Mai 1921), Cannes (Januar 1922), Genua (April–Mai 1922) und London (Juli bis August 1924), die zum Dawes-Plan führte, teil.
Nach seinem Ausscheiden aus dem diplomatischen Dienst bis zu seinem Tod im Jahre 1929 entfaltete Seydoux eine rege publizistische Tätigkeit und veröffentlichte mehr als zweihundert Artikel zu außenpolitischen Problemen, mit einem Schwerpunkt auf Reparationsfragen und den deutsch-französischen Beziehungen.
Seydoux spielte eine Schlüsselrolle in der französischen Außenwirtschaftspolitik seit dem Ersten Weltkrieg bis zu seinem Abschied vom Quai d’Orsay und war einer der Architekten der französischen Reparationspolitik, der sich durch „hohe Kompetenz und intime Kenntnis der Zusammenhänge der internationalen Politik“ auszeichnete.

## Werke
- Jacques Seydoux: De Versailles au Plan Young. Paris 1932.